# ジョージア (戦艦)
| USS Georgia BB-15 |                                                                                            |
| 艦歴              |                                                                                            |
| 発注:             |                                                                                            |
| 起工:             | 1901年8月31日                                                                              |
| 進水:             | 1904年10月11日                                                                             |
| 就役:             | 1906年9月24日                                                                              |
| 退役:             | 1920年7月15日                                                                              |
| その後:           | スクラップとして売却                                                                       |
| 性能諸元          |                                                                                            |
| 排水量:           | 満載：14,948 トン                                                                          |
| 全長:             | 441.3 ft                                                                                   |
| 全幅:             | 76.3 ft                                                                                    |
| 吃水:             | 23.8 ft                                                                                    |
| 機関:             |                                                                                            |
| 最大速:           | 19 ノット                                                                                  |
| 航続距離:         |                                                                                            |
| 兵員:             | 士官40名、兵員772名                                                                        |
| 兵装:             | 12インチ砲4門 8インチ砲8門 6インチ砲12門 1ポンド砲24門 30口径機銃4門 21インチ魚雷発射管4門 |
| 航空機:           |                                                                                            |
| モットー:         |                                                                                            |

ジョージア(USS Georgia, BB-15)は、アメリカ海軍の戦艦。バージニア級戦艦の3番艦。艦名はジョージア州に因む。

## 艦歴
「ジョージア」は1901年8月31日にメイン州バスのバス鉄工所で起工し、1904年10月11日にステラ・テートによって命名、進水、1906年9月24日にボストン海軍工廠で初代艦長R・G・ダヴェンポート大佐の指揮下就役した。